# Lista das maiores empresas produtoras de jogos
Essas são as maiores empresas produtoras de jogos eletrônicos do mundo, baseado em seu valor de mercado (cotação do dia 12/01/2024). Empresas não negociadas em bolsas estadunidenses, tiveram seu valor de mercado convertido para Dólar dos Estados Unidos.  
| Posição | Empresa/Valor de mercado                        | Localização                    | Fundação               | Produto(s) mais popular(es) |
| 2       | Nvídia U$ 3,4 trilhões                          |                                |                        | |
| 3       | Microsoft U$3,1 trilhões                        | Redmond, Washington, EUA       | 4 de abril de 1975     | Xbox - Microsoft Gaming - Xbox Game Studios - ZeniMax Media - Bethesda Softworks - Activision Blizzard - Treyarch - Toys For Bob - Mojang Studios - Minecraft - Gears Of War - Halo - State Of Decay - Senua's Saga: Hellblade - Forza Horizon - Forza Motorsport - The Elder Scrolls - Fallout - The Evil Within - DOOM - Call Of Duty - World Of Warcraft - Overwatch - Diablo - Guitar Hero - Candy Crush Saga - Starcraft - Tony Hawk's Pro Skater - Spyro - Crash Bandicoot - Skylanders - Prototype -Wolfeinstein - Starfield - Age Of Empires - Psychonauts - Avowed - Xbox Live - XCloud - Xbox Game Pass |
| 1       | Apple U$ 3,5 trilhões                           | Cupertino, Califórnia, EUA     | 1 de abril de 1976     | App Store - Apple Arcade - PrimeSense |
| 3       | Alphabet (US$ 1,79 trilhão)                     | Mountain View, Califórnia, EUA | 2 de outubro de 2015   | Google Play - Google Stadia - Typhoon Studios |
| 4       | Amazon (US$ 1,61 trilhão)                       | Seattle, Washington, EUA       | 5 de julho de 1994     | Amazon Game Studios - Double Helix Games - New World |
| 5       | Meta, Inc. (US$ 505,3 bilhões)                  | Menlo Park, Califórnia, EUA    | 4 de fevereiro de 2004 | Oculus VR - Ready at Dawn - Beat Saber |
| 6       | Tencent (US$ 318 bilhões)                       | Shenzhen, China                | 11 de novembro de 1998 | Riot Games - Supercell - League of Legends - Clash of Clans |
| 7       | Disney (US$ 165,5 bilhões)                      | Burbank, Califórnia, EUA       | 16 de outubro de 1923  | Disney Mobile - Marvel Games |
| 8       | AT&T (US$ 117,8 bilhões)                        | Dallas, Texas, EUA             | 5 de outubro de 1983   | WB Games - Batman: Arkham - Mortal Kombat 11 - Injustice |
| 9       | Sony (US$ 110,6 bilhões)                        | Minato, Tóquio, Japão          | 7 de maio de 1946      | PlayStation -Naughty Dog - Santa Monica Studio - Insomniac Games - Guerrilla Games - Bend Studio - Bluepoint Games - Housemarque - London Studio - Malaysia Studio - Media Molecule - Nixxes Software - Pixelopus - Polyphony Digital - San Diego Digital - Sucker Punch Productions - Team Asobi - - Bungie - Valkyrie Entertainment-Uncharted - The Last of Us - God of War - Shadow Of The Colossus - Spider Man - Horizon Zero Dawn - Ghost of Tsushima - Gran Turismo - Ratchet & Clank - Infamous - Bloodborne - Demon's Souls                                                                              |
| 10      | Nintendo (US$ 69 bilhões)                       | Quioto, Quioto, Japão          | 23 de setembro de 1889 | Nintendo Switch - Super Mario - Zelda - Mario Kart - Pokémon GO - Pokémon UNITE - Splatoon |
| 11      | NetEase (US$ 58,6 bilhões)                      | Hangzhou, China                | 11 de junho de 1997    | Fantasy Westward Journey - Westward Journey Online II |
| 12      | Epic Games (US$ 42 bilhões)                     | Cary, Carolina do Norte, EUA   | 15 de janeiro de 1991  | Fortnite - Unreal Engine |
| 13      | EA (US$ 37,1 bilhões)                           | Redwood City, Califórnia, EUA  | 27 de maio de 1982     | The Sims - FIFA - Battlefield - Need For Speed - SimCity - Madden NFL - Origin |
| 14      | Take-Two Interactive (US$ 27,5 bilhões)         | Nova Iorque, Nova York, EUA    | 30 de setembro de 1993 | Rockstar Games -Zynga - GTA - Max Payne - Red Dead - NBA 2K League |
| 15      | Garena (US$ 20,5 bilhões)                       | Singapura                      | 8 de maio de 2009      | Garena Free Fire |
| 16      | NCSoft (US$ 16,2 bilhões)                       | Seongnam, Coreia do Sul        | 11 de março de 1997    | Lineage - Guild Wars - Aion - Blade & Soul |
| 17      | Valve Corporation (US$ 16 bilhões)*             | Bellevue, Washington, EUA      | 24 de agosto de 1996   | Steam - Half-Life - Counter-Strike - Team Fortress 2 - Steam Deck |
| 18      | Century Huatong (US$ 15,4 bilhões)              | China                          | 31 de outubro de 2005  | Aion - MapleStory - Ragnarok Online |
| 19      | Bandai Namco (US$ 15 bilhões)                   | Minato, Tóquio, Japão          | 31 de março de 2006    | Pac-Man - Tekken - Dark Souls - Ace Combat |
| 20      | Nexon (US$ 15 bilhões)                          | Minato, Tóquio, Japão          | 26 de dezembro de 1994 | Counter-Strike Online - Combat Arms - Sudden Attack |
| 21      | 37 Interactive Entertainment (US$ 14,7 bilhões) | China                          | 30 de setembro de 2011 | SNK Corporation - Guardians of Divinity - Fusion War |
| 22      | Perfect World (US$11,1 bilhões)                 | Pequim, China                  | Março de 2004          | Perfect World - Swordsman Online - Final Fantasy Awakening |
| 23      | Aristocrat Leisure (US$11 bilhões)              | Sydney, Austrália              | 1984                   | Plarium - Big Fish Games |
| 24      | Embracer Group (US$10,8 bilhões)                | Karlstad, Suécia               | 2011                   | THQ Nordic - Koch Media - Saber Interactive - Saints Row - Metro Exodus - Dead Island |
| 25      | Netmarble (US$ 8,6 bilhões)                     | Seul, Coreia do Sul            | 1 de março de 2000     | Dragon Ball Online - Grand Chase - Marvel: Future Fight |
| 26      | CD Projekt (US$ 8,13 bilhões)                   | Varsóvia, Polônia              | 1994                   | The Witcher - Cyberpunk 2077 - Saint's Row 2 |
| 27      | CyberAgent (US$ 6,9 bilhões)                    | Tóquio, Japão                  | 18 de março de 1998    | Cygames - Girl Friend Beta |
| 28      | Konami (US$ 6 bilhões)                          | Chuo, Tóquio, Japão            | 21 de março de 1969    | Castlevania - Metal Gear - Pro Evolution Soccer - Silent Hill |
| 29      | Square Enix (US$ 5,6 bilhões)                   | Shinjuku, Tóquio, Japão        | Abril de 2003          | Final Fantasy - Dragon Quest - Kingdom Hearts |
| 30      | Ubisoft (US$ 5,4 bilhões)                       | Montreuil, França              | 28 de março de 1986    | Assassin's Creed - Far Cry - Watch Dogs - Rainbow Six - Just Dance - Rayman |
| 31      | Capcom (US$ 5 bilhões)                          | Osaka, Osaka, Japão            | 30 de maio de 1979     | Mega-Man - Resident Evil - Street Fighter - Devil May Cry - Final Fight |
| 32      | Sega Sammy Holdings (US$ 3,6 bilhões)           | Tóquio, Japão                  | 1 de outubro de 2004   | Sonic The Hedgehog - Mega Drive - Master System - Dreamcast -Wonder Boy - Virtua Fighter - Golden Axe - Streets of Rage |
| 33      | Wildlife Studios (US$ 3 bilhões)                | São Paulo, Brasil              | 2011                   | Sniper 3D - Colorfy, War - Machines - Zooba - Tennis Clash |
| 34      | Mixi (US$ 1.49 bilhão)                          | Shibuya, Tóquio                | Fevereiro de 2004      | Monster Strike |

* Valve Corporation é uma empresa privadas, com capital social fechado (não negocia ações). O valor de mercado da desenvolvedora Valve teve seu valor de mercado baseada no patrimônio do seu co-fundador, Gabe Newell, de US$ 4 bilhões (dono de estimados 1/4 da empresa, segunda a revista Forbes).

## Lista das maiores empresas produtoras de jogos em receita
Abaixo estão as 28 empresas com as maiores receitas anuais proveniente de jogos. As receitas excluem as vendas de hardware e outras vendas que não são de jogos, na medida em que estão disponíveis ao público.  
| Posição | Empresa                      | País natal     | Receita com jogos em 2018/2020 |
| 1       | Amazon                       | Estados Unidos | USS 280,17 bilhões             |
| 2       | Apple                        | Estados Unidos | US$ 260,17 bilhões             |
| 3       | AT&T/Warner Bros             | Estados Unidos | US$ 181,19 bilhões             |
| 4       | Alphabet/Google              | Estados Unidos | US$ 161,86 bilhões             |
| 5       | Microsoft                    | Estados Unidos | US$ 142,4 bilhões              |
| 6       | Sony                         | Japão          | US$ 76,68 bilhões              |
| 7       | Tencent                      | China          | US$ 71,88 bilhões              |
| 8       | Facebook                     | Estados Unidos | USS 70,70 bilhões              |
| 9       | Disney                       | Estados Unidos | USS 69,57 bilhões              |
| 10      | Activision Blizzard          | Estados Unidos | US$ 6,49 bilhões               |
| 11      | NetEase                      | China          | US$ 6,177 bilhões              |
| 12      | EA                           | Estados Unidos | US$ 5,54 bilhões               |
| 13      | Nintendo                     | Japão          | US$ 4,288 bilhões              |
| 14      | Namco Bandai                 | Japão          | US$ 2,741 bilhões              |
| 15      | Take-Two Interactive         | Estados Unidos | US$ 2,580 bilhões              |
| 16      | Nexon                        | Coreia do Sul  | US$ 2,252 bilhões              |
| 17      | Ubisoft                      | França         | US$ 2,221 bilhões              |
| 18      | Netmarble                    | Coreia do Sul  | US$ 1,893 bilhões              |
| 19      | Square Enix                  | Japão          | US$ 1,583 bilhões              |
| 20      | NCSoft                       | Coreia do Sul  | US$ 1,343 bilhões              |
| 21      | CyberAgent                   | Japão          | US$ 1,324 bilhões              |
| 22      | Mixi                         | Japão          | US$ 1,222 bilhões              |
| 23      | Konami                       | Japão          | US$ 1,210 bilhões              |
| 24      | Aristocrat Leisure           | Austrália      | US$ 1,146 bilhões              |
| 25      | 37 Interactive Entertainment | China          | US$ 1,091 bilhões              |
| 26      | Perfect World                | China          | US$ 897 milhões                |
| 27      | Sega Sammy Holdings          | Japão          | US$ 832 milhões                |
| 28      | Capcom                       | Japão          | US$ 809 milhões                |